# Lisette Pagler
Lisette Pia Hee Young Pagler, née le 5 janvier 1981, est une chanteuse et actrice suédoise. En tant qu'actrice, elle est notamment connue pour son rôle dans la série Real Humans : 100 % humain ; en tant que chanteuse, elle a remporté le concours de l'émission Jakten på Julia (À la poursuite de Julia) en 2010 et joué dans les comédies musicales Cats et Singin’ in the Rain.

## Enfance
Lisette Pagler est née en Corée du Sud. Ses parents l'ont abandonnée lorsqu'elle avait deux ans. Elle a alors été adoptée et a grandi en Suède, à Nättraby. Elle fut formée à l’Académie de ballet de Göteborg. Sa voix est alto / mezzo-soprano.

## Carrière

### Chant
Avec Måns Zelmerlöw, elle a été sélectionnée lors de la finale du spectacle de chant Allsång på Skansen en août 2010. Au cours de la nouvelle année 2010-2011 et en 2011, elle a joué dans la comédie musicale Roméo et Juliette au Göta Lejon et, à l'automne 2010, elle a participé à la production de l’opéra de Malmö : Singin’ in the Rain.
En outre, elle a participé au programme de musique de SVT en avant première du concours de l'Eurovision en 2012.

### Séries TV
En tant qu'actrice, Lisette Pagler a joué dans de nombreuses séries TV suédoises :
- The Playlist (2022) dans le rôle de Karin Sundin
- Love & Anarchy (2020) dans le rôle de Michelle Krauss
- Gåsmamman (2015-2019) dans le rôle de Hanna Lind (récurrente)
- Blinded (2019) dans le rôle de Nina Vojnovic
- Stockholm requiem (2018) dans le rôle de Maria Blomgren pour 2 épisodes
- Selmas saga (2016) dans le rôle d'une journaliste dans l'épisode 15 de la saison 1
- Beck (2016) dans le rôle d'Anna Murlöf lors d'un épisode
- Viva Hate (2014) dans le rôle de Dolores lors des épisodes 2 et 3 de la première saison
- Real Humans (100% humain) dans le rôle de Mimi/Anita (récurrente)

### Cinéma
Lisette Pagler joue également dans le long métrage Rum 213 tourné en Suède en 2017 (encore inédit en français).